# Sillon occipital transverse

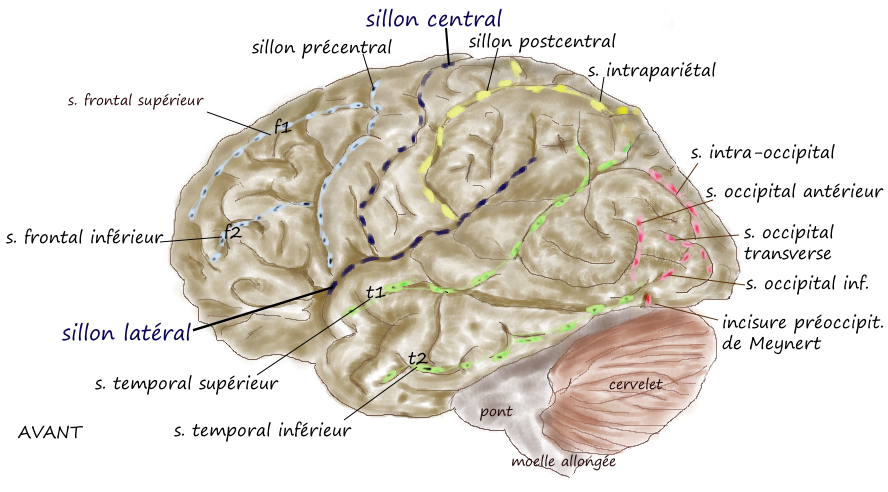
Vue latérale du cerveau

Le sillon occipital transverse ou sillon occipital latéral o2 est un sillon de la face latérale du lobe occipital du cortex.
Il monte du pôle occipital, suit un parcours postéro-antérieur, perpendiculairement au sillon intra-occipital, avec lequel il peut s'anastomoser.